# 科雷别尔卡农村居民点
科雷别尔卡农村居民点（俄语：Колыбельское сельское поселение）是俄罗斯联邦沃罗涅日州利斯基区所属的一个农村居民点。其下辖有2个居民点，行政中心为科雷别尔卡。据2016年统计，该农村居民点的人口为1222人。